# Letecké výcvikové a vzdelávacie centrum

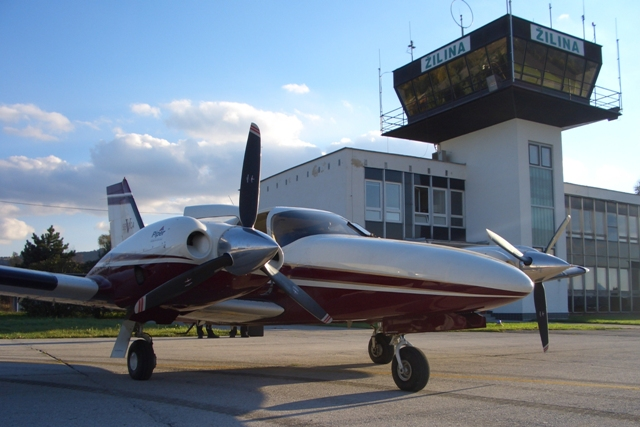
PA-34 Seneca V.

Letecké výcvikové a vzdelávacie centrum (LVVC) je centrem vzdělávání a výcviku v civilním letectví v Žilině. Centrum je držitelem osvědčení o schválení organizace letového výcviku FTO – SK/01 a splňuje po všech stránkách požadavky předpisu JAR-FCL 1 kladené na provádění výcviku ve schválených kurzech. V úzké spolupráci s Katedrou letecké dopravy (KLD) Žilinské univerzity společně zajišťuje teoretický výcvik budoucích pilotů až do úrovně "frozen ATPL" (dopravního pilota).
Hlavním posláním Leteckého výcvikového a vzdělávacího centra Žilinské univerzity je poskytování praktíckého a teoretického leteckého výcviku jak pro po sluchače studijního odboru letecké doprava tak pro další zájemce o pilotní výcvik ze SR, CZ a ciziny.

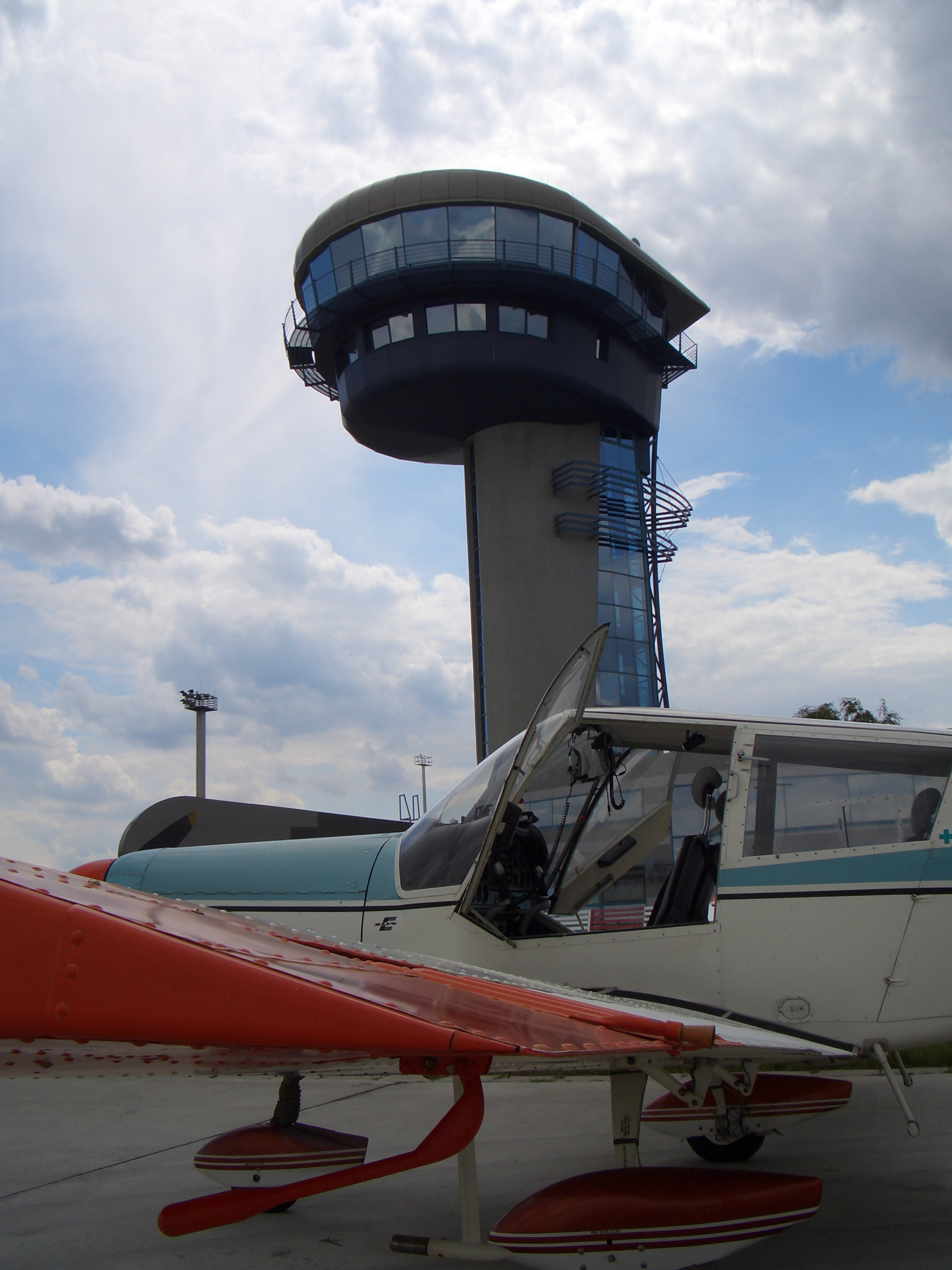
Z-43

Výše uvedené činnosti zabezpečuje LVVC Žilinské univerzity v souladu se statutem ZU, Leteckým zákonem, letecké předpisy a Provozní příručkou LVVC.
- FTO – SK/01 Letový výcvik

- TSP 001/2011 – ICAO přezkoušení a školení

- SK.MF.006 – Údržba lietadiel

- SK.MG.025 – Řízení způsobilosti letadel

Předmět činnosti:
- Základní výcvik soukromého pilota letounů

- Výcvik obchodního pilota letounů

- Pokračovací/zdokonalovací výcvik na letounech

- Speciální výcvik k získání kvalifikací IR, instruktor, vícemotorové letouny

- Přeškolovací výcvik na další typy letounů

- Výcvik dopravního pilota – frozen ATPL

- Teoretický a praktický výcvik pro jiné druhy leteckých činností

- Údržba a opravy letecké techniky

- Expertní a poradenská činnost

- Rekvalifikační aktivity

- Typový výcvik na L410 a Beechcraft B200

## Historie a výcvik pilotů

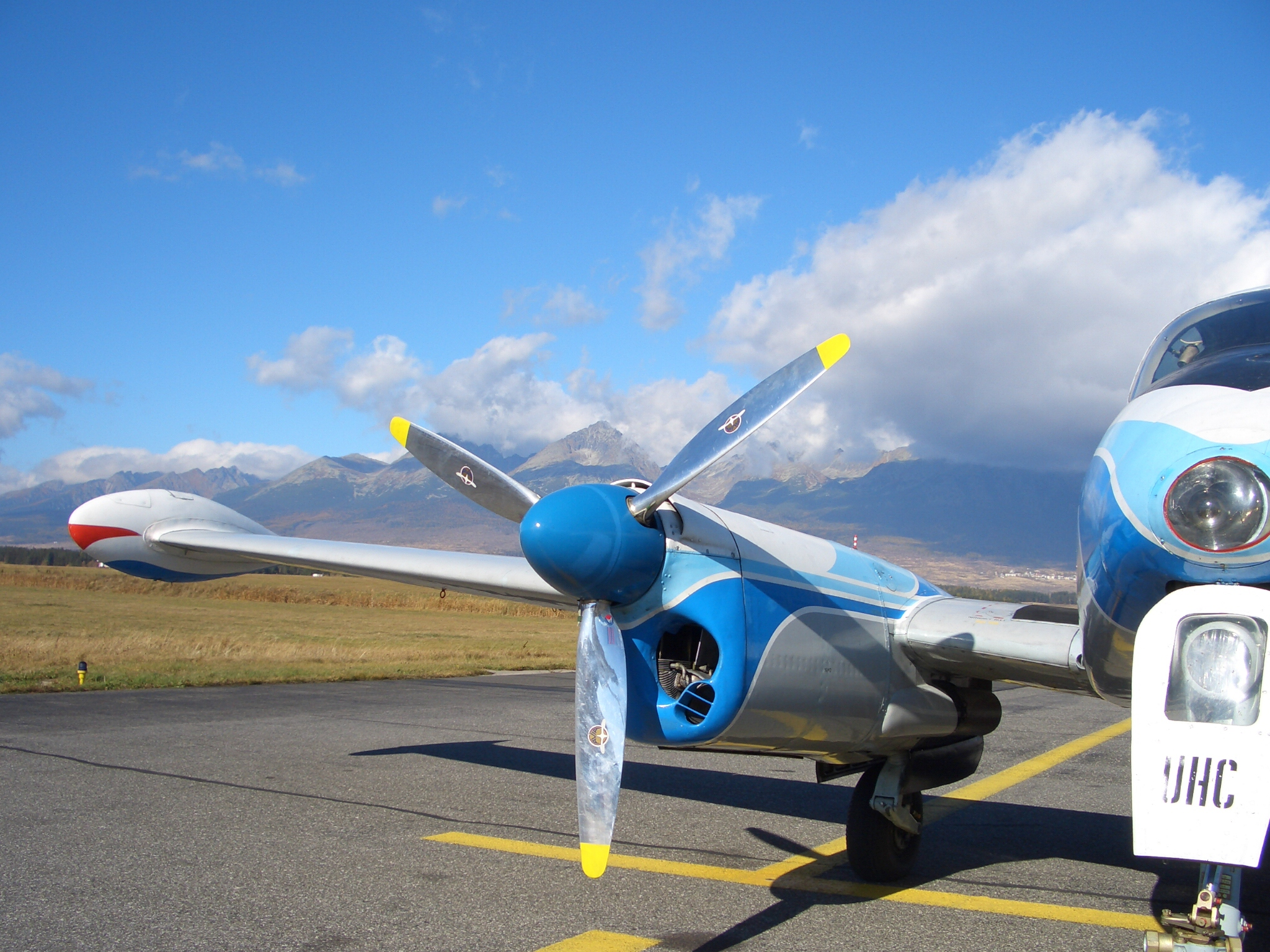
L-200D Morava

Katedra letecké dopravy poskytovala letecký výcvik od roku 1962, kdy vznikl obor Provoz a ekonomika letecké dopravy. V počátcích se výcvik poskytoval studentům prostřednictvím Svazarmu v rozsahu sportovního pilota. V roce 1975 Ministerstvo školství schválilo studijní obor Pilot – inženýr a Vysoká škola dopravy a spojů se stala samostatným provozovatelem letadel, která začala zajišťovat výcvik obchodních pilotů na letišti Žilina. Zpočátku byla kvalifikace obchodního pilota získaná rámci pětiletého inženýrského studia. Od roku 1992 z důvodu změněných finančních toků na Žilinské univerzitě je výcvik poskytován v rámci celoživotního vzdělávání. V roce 2002 byl schválen a akreditován obor Profesionální pilot. Studijní plán uvedeného odboru byl koncipován a postupně doplněn tak, že v současnosti splňuje požadavky předpisu JAR – FCL 1.
V roce 2002 vyčleněním leteckého výcviku od Katedry letecké dopravy vzniklo Letecké výcvikové a vzdělávací centrum Žilinské univerzity, které převzalo úkoly praktického výcviku létajícího personálu civilního letectví. Společně s Katedrou letecké dopravy realizují výchovu létajícího personálu civilního letectví.

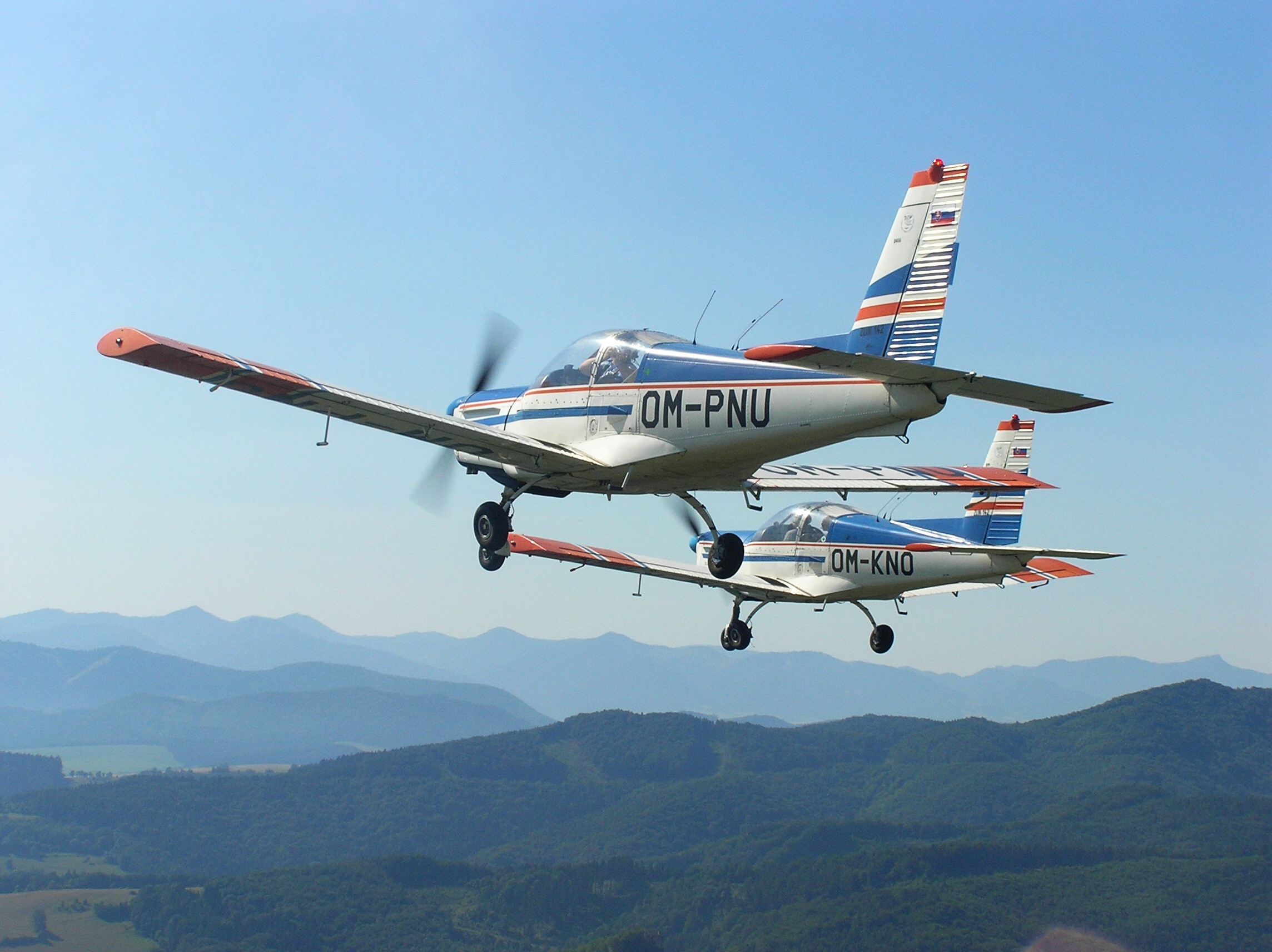
2xZ-142

Žilinská univerzita v Žilině – Letecké výcvikové a vzdělávací centrum je držitelem osvědčení o schválení organizace letového výcviku FTO SK/01 a splňuje po všech stránkách požadavky předpisu JAR-FCL 1 kladené na provádění přijatých kurzů.
Žilinská univerzita v Žilině vychovává již několik desítek let kvalitních profesionálních pilotů pod vedením kvalifikovaných instruktorů teoretické i praktické přípravy.

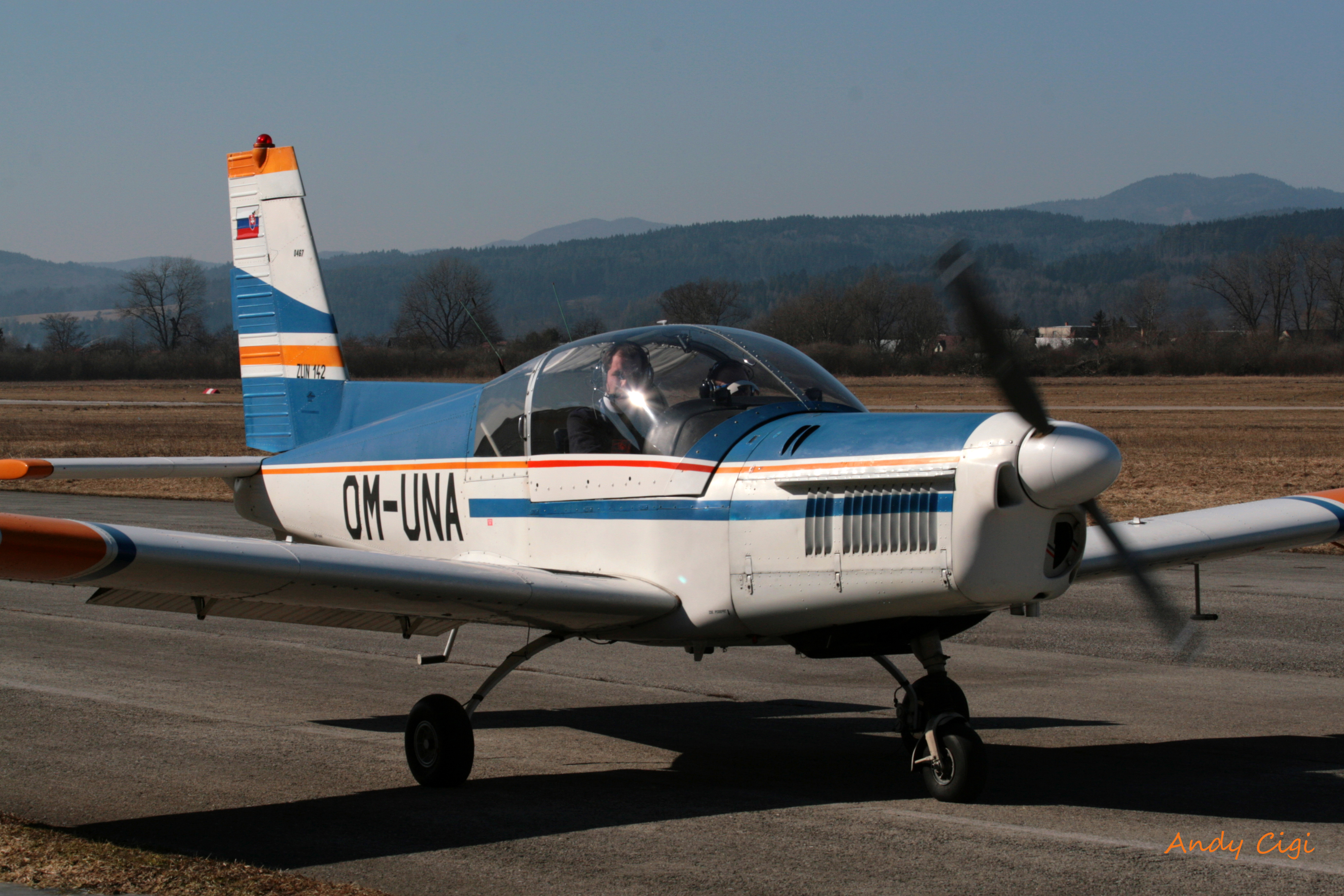
Z-142

Do dnešní doby byly ve výcviku nalétány tisíce letových hodin, vyškolených stovky obchodních pilotů a obchodních pilotů s kvalifikací IR. Většina absolventů se uplatnila v leteckých společnostech v rámci České a Slovenské republiky ale i jiných zemí.

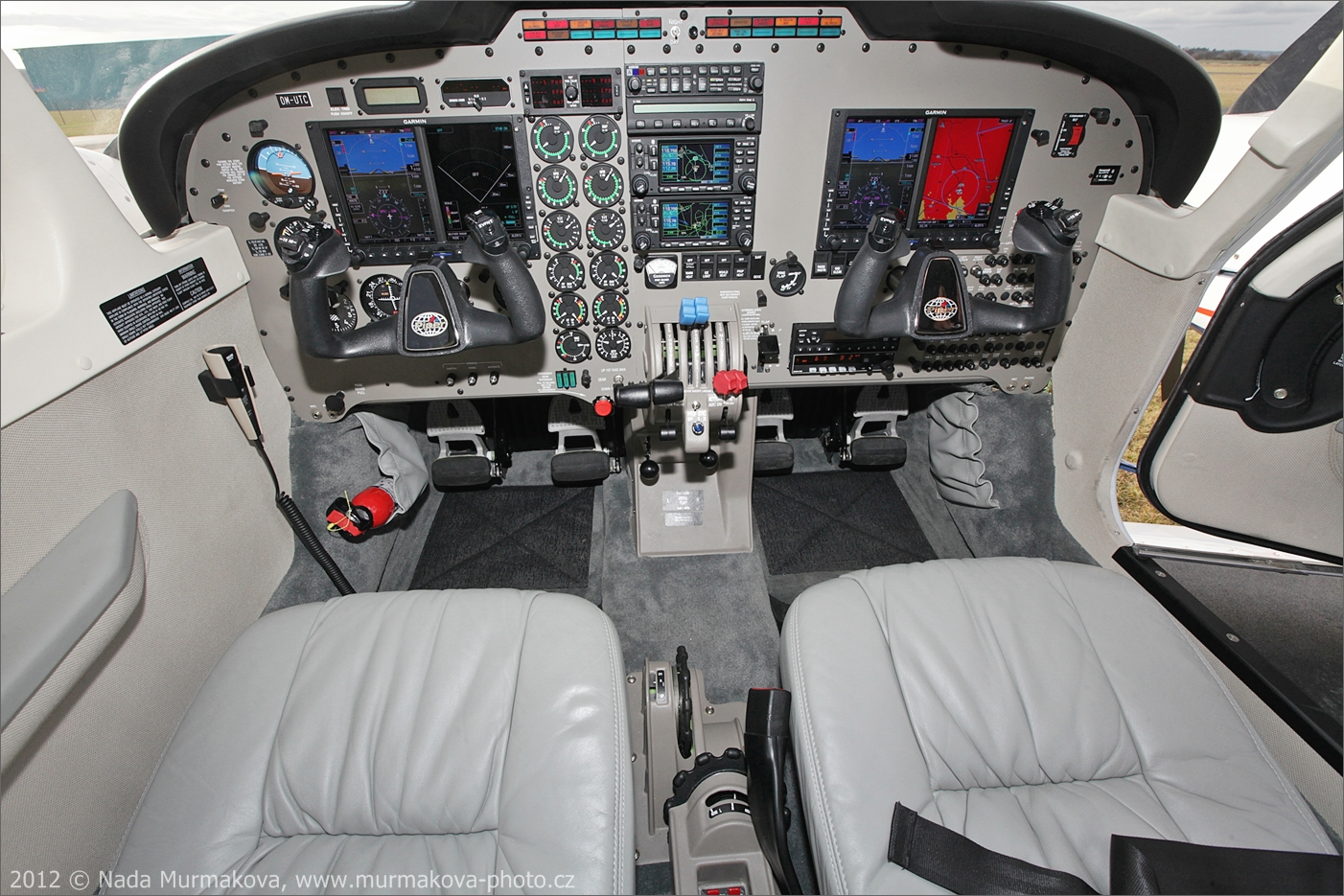
PA-34 Seneca V.

## Flotila
- 2x L-200 Morava
- 2x PA-34 Seneca
- 1x PA-28RT Arrow IV
- 1x DA-42 Twinstar
- 4x Z-42
- 7x Z-142
- 2x Z-43

Simulátory
- 1x FNPT II. MCC
- 1x BITD
- 2x BATD